# Pajay
Pajay är en kommun i departementet Isère i regionen Auvergne-Rhône-Alpes i sydöstra Frankrike. Kommunen ligger i kantonen La Côte-Saint-André som tillhör arrondissementet Vienne. År 2022 hade Pajay 1 052 invånare.

## Befolkningsutveckling
Antalet invånare i kommunen Pajay
Referens:INSEE